# Miranda do Douro
Miranda do Douro (tiếng Bồ Đào Nha: [miˈɾɐ̃dɐ ðu ˈðowɾu]) hay Miranda de l Douro (tiếng Mirandese: [miˈɾãdɐ ðɨɫ ˈðawɾu]) là một thị trấn và município của tỉnh Bragança, đông bắc Bồ Đào Nha. Thị trấn có dân số 7.482 (2011), và diện tích 487,18 km². Khu trung tâm có dân số 1.960 năm 2001. Được gọi là "Cidade Museu" của vùng Trás-os-Montes, nó nằm cách thành phố Bragança 86 km, và là nơi lưu giữ nhiều truyền thống và kiến trúc từ thời Trung Cổ/Phục Hưng. Nơi đây có ngôn ngữ của riêng mình, tiếng Miranda, với địa vị chính thức trong khu vực. Thị trấn tọa lạc cạnh biên giới với Tây Ban Nha, với sông Douro phân tách hai đất nước. Thị trấn gần nhất tại Tây Ban Nha là Zamora.